# جوش سميث (رسام)
جوش سميث (بالإنجليزية: Josh Smith)‏ هو رسام وفنان أمريكي، ولد في 1976 في نوكسفيل في الولايات المتحدة.

## وصلات خارجية
- الموقع الرسمي